# Werner Killmaier
Werner Killmaier (* 21. April 1955 in Ebingen) ist ein ehemaliger deutscher Fußballspieler. Der Offensivspieler hat in der Saison 1982/83 bei Hertha BSC in der Fußball-Bundesliga 31 Ligaspiele absolviert und sechs Tore erzielt. In der 2. Fußball-Bundesliga wird der Angreifer mit insgesamt 269 Ligaspielen mit 85 Toren notiert.

## Laufbahn
Aus dem Amateurbereich vom FV Ebingen aus dem Zollernalbkreis führte zur Saison 1974/75 der fußballerische Weg das Nachwuchstalent Werner Killmaier zur Debütrunde der 2. Bundesliga zum FC Augsburg. In der Mannschaft um Ex-Nationalspieler Helmut Haller debütierte der vormalige Amateur am 18. August 1974 bei einem 3:1-Heimerfolg in der 2. Bundesliga. Er wurde in der 70. Minute von Trainer Milovan Beljin eingewechselt und erzielte in der 80. Minute den Treffer zum 3:1-Endstand. Am Rundenende belegte der FCA den 12. Rang und Killmaier hatte in 25 Ligaeinsätzen drei Tore an der Seite von Willi Hoffmann, Karl Obermeier und Hans Jörg erzielt. Sein letztes Pflichtspiel für Augsburg bestritt er am 17. April 1977 unter Trainer Max Merkel bei einer 2:3-Auswärtsniederlage gegen den FV Würzburg. Nach drei Runden mit 73 Zweitligaspielen und sechs Toren beendete er seine Aktivität beim FCA und schloss sich zur Saison 1977/78 dem Ligakonkurrenten FSV Frankfurt an.
Bei den Blau-Schwarzen aus dem Stadtteil Bornheim traf Killmaier 1977/78 wieder auf Trainer Beljin und absolvierte an der Seite von Torhüter Karlheinz Volz und Routinier Horst Trimhold 35 Zweitligaspiele, in denen er sechs Tore für den FSV erzielte. In seiner zweiten Saison beim Team vom Stadion am Bornheimer Hang erzielte er in 37 Ligaspielen zehn Tore und der FSV belegte den 12. Rang. Nach 72 Zweitligaeinsätzen mit 16 Toren beendete er im Sommer 1979 seine Zeit beim FSV und unterschrieb beim Zweitligaaufsteiger ESV Ingolstadt einen neuen Vertrag.
Unter Aufstiegstrainer Horst Pohl startete Killmaier am 4. August 1979 mit einer 0:1-Auswärtsniederlage beim SSV Ulm 46 mit Ingolstadt in die Zweitligasaison 1979/80. Am 1. September 1979 erzielte er beide Treffer zum 2:1-Auswärtserfolg bei seinem vorherigen Verein FSV Frankfurt. Nach 40 Rundenspielen belegte er mit dem ESV den 17. Rang und hatte in 38 Zweitligaspielen 14 Tore erzielt. Der Bundesligaabsteiger Hertha BSC verpflichtete den Angreifer für die angestrebte Rückkehr in die 1. Liga. Neben Killmaier stattete Hertha auch noch Torhüter Gregor Quasten, Walter Gruler, Horst Ehrmantraut und Edmund Stöhr mit neuen Verträgen aus und vertraute daneben auf den neuen Trainer Uwe Klimaschefski. Erst am siebten Spieltag, den 7. September 1980, erzielte Killmaier den ersten Treffer für Hertha BSC in einem Ligaspiel. In der 26. Minute hatte er beim Auswärtsspiel bei Holstein Kiel die Hertha in Führung gebracht; das Spiel ging aber mit 1:2 verloren. Am Rundenende hatte Killmaier in 39 Zweitligaspielen 36 Tore erzielt und belegte mit der Hertha den 3. Rang. Damit wurde er dennoch nur Zweiter in der Torjägerliste der 2. Liga Nord hinter Frank Mill mit 40 Toren. Im DFB-Pokal schied er mit seiner Mannschaft erst im Halbfinale am 4. April 1981 durch eine 0:1-Auswärtsniederlage bei Eintracht Frankfurt aus.
Als Vizemeister der 2. Bundesliga 1981/82 stieg Killmaier mit der Hertha in die Bundesliga auf. Thomas Remark, Jürgen Mohr und der Mann aus Ebingen erzielten zusammen 57 der 84 Hertha-Tore in dieser Runde. Trainer Klimaschefski wurde ab dem 9. Dezember 1981 von Georg Gawliczek abgelöst. Begonnen hatte die Runde mit der Inter-Toto-Runde gegen IFK Göteborg, Bohemians Prag und GC Zürich, wobei Killmaier beim Erreichen des 2. Platzes in sechs Spielen zwei Tore erzielt hatte.
In den zwei wesentlichsten Testspielen vor der Bundesligarunde 1982/83 trat die Hertha am 31. Juli gegen Real Madrid (1:0) und am 14. August gegen Manchester City (2:0) an. Alle drei Tore erzielte Killmaier. In die Bundesliga startete das Gawliczek-Team am 17. August mit einer 1:3-Heimniederlage gegen Borussia Dortmund; Killmaier und Remark bildeten die Angriffsspitzen. Die Hinrunde beendete der Aufsteiger am 11. Dezember 1982 mit einem 0:0-Heimremis gegen den 1. FC Köln und stand mit 12:22 Punkten auf dem 15. Rang. Die Hinrunde lief aber noch etwas schlechter, so dass Hertha BSC mit 21:47 Punkten am Rundenende in die 2. Bundesliga abstieg. Killmaier hatte 31 Bundesligaeinsätzen sechs Tore erzielt. Während der Zweitligasaison 1983/84 wechselte er zum SC Zug in die Schweiz und beendete seine höherklassige Laufbahn.

## Stationen
- 1974–1977 FC Augsburg
- 1977–1979 FSV Frankfurt
- 1979–1980 ESV Ingolstadt-Ringsee
- 1980–1984 Hertha BSC